# Виборчий округ 203
Виборчий округ 203 — виборчий округ в Чернівецькій області. В сучасному вигляді був утворений 28 квітня 2012 постановою ЦВК №82 (до цього моменту існувала інша система виборчих округів). Окружна виборча комісія цього округу розташовується в будинку культури за адресою м. Новоселиця, вул. Центральна, 112.
До складу округу входять частина міста Чернівці (території прилеглі до вулиць Заводської, Хотинської, Васіле Александрі та Дениса Лук'яновича), а також Герцаївський, Глибоцький, Новоселицький райони, частина Сторожинецького району (територія на північний схід від міста Сторожинець). Виборчий округ 203 межує з округом 202 на заході, з округом 201 на північному заході, з округом 204 на півночі та обмежений державним кордоном з Молдовою на північному сході і з Румунією на сході, на південному сході і на півдні. Виборчий округ №203 складається з виборчих дільниць під номерами 730042-730111, 730236-730278, 730352-730354, 730362-730363, 730367, 730376-730377, 730379-730380, 730388-730389, 730481-730486 та 730562-730563.

## Народні депутати від округу
| Ім'я                         | Фото | Партія               | Скликання | Дата набуття повноважень | Дата припинення повноважень |
| ---------------------------- | ---- | -------------------- | --------- | ------------------------ | --------------------------- |
| Федоряк Геннадій Дмитрович   |      | Партія регіонів      | 7-ме      | 12 грудня 2012           | 27 листопада 2014           |
| Тіміш Григорій Іванович      |      | Блок Петра Порошенка | 8-ме      | 27 листопада 2014        | 29 серпня 2019              |
| Мазурашу Георгій Георгійович |      | Слуга народу         | 9-те      | 29 серпня 2019           |                             |

## Результати виборів

### Парламентські

#### 2019
Кандидати-мажоритарники:
- Мазурашу Георгій Георгійович (Слуга народу)
- Жар Михайло Михайлович (Опозиційна платформа — За життя)
- Семенюк Іван Васильович (самовисування)
- Тіміш Григорій Іванович (самовисування)
- Мунтян Артур Іванович (Батьківщина)
- Гросу Михайло Михайлович (самовисування)
- Панчук Петро Володимирович (самовисування)
- Беженар Мірча Дмитрович (самовисування)
- Романюк Євген Вікторович (Європейська Солідарність)
- Танас Михайло Костянтинович (Радикальна партія)
- Майданський Руслан Іванович (Самопоміч)
- Попадюк Іван Миколайович (Свобода)
- Герман Микола Васильович (самовисування)
- Продан Юрій Михайлович (самовисування)
- Попеску Іван Васильович (самовисування)
- Пушко-Цибуляк Єлизавета Михайлівна (Патріот)
- Присняк Юрій Леонтійович (Опозиційний блок)

#### 2014
Кандидати-мажоритарники:
- Тіміш Григорій Іванович (Блок Петра Порошенка)
- Семенюк Іван Васильович (самовисування)
- Ястремський Віорел Михайлович (Народний фронт)
- Козьма Драгош Фанікович (Радикальна партія)
- Гладчук Микола Петрович (самовисування)
- Паламар Іван Савич (Батьківщина)
- Поклітар Ростислав Іванович (самовисування)
- Гостюк Микола Ілліч (Блок лівих сил України)
- Рябко Едуард Іванович (Сильна Україна)
- Дубінський Мугурел Паунелович (Зелена планета)
- Дармопук Василь Іванович (Комуністична партія України)
- Луневський Ігор Юрійович (Опозиційний блок)

#### 2012
Кандидати-мажоритарники:
- Федоряк Геннадій Дмитрович (Партія регіонів)
- Тіміш Григорій Іванович (УДАР)
- Спіжавка Степан Георгійович (Свобода)
- Мельник Руслан Васильович (самовисування)
- Панчук Петро Володимирович (самовисування)
- Паламар Іван Савич (самовисування)
- Вікнянський Олег Іванович (самовисування)
- Говорнян Семен Володимирович (Комуністична партія України)
- Левчик Юрій Серафимович (Україна — Вперед!)
- Кучерявий Валерій Сергійович (Соціалістична партія України)
- Данчук Валерій Георгійович (самовисування)

## Явка
Явка виборців на окрузі: